# La Roche-Derrien
La Roche-Derrien korábbi község Franciaországban, Côtes-d’Armor megyében. Lakosainak száma 1111 fő (2018. január 1.). La Roche-Derrien Langoat és Pommerit-Jaudy községekkel határos.
2019. január 1-jén három másik korábbi községgel egyesült és az így létrejött La Roche-Jaudy új község része lett.

## Népesség
A település népességének változása:
| Lakosok száma | 1006 | 1058 | 1114 | 1092 | 1111 |
|               | 2013 | 2015 | 2016 | 2017 | 2018 |